# Dedić
Dedić je priimek več ljudi:
- Amira Medunjanin (* Dedić, 1972), bosanskohercegovska pevka
- Arsen Dedić (1938–2015), hrvaški flavtist, pevec, pesnik in skladatelj
- Ismet Dedić (1933–2020), bosanskohercegovski ekonomist in publicist
- Ivo Dedić, hrvaški skladatelj
- Jasminka Dedić (* 1975), politologinja, ekofeministka, aktivistka, dr., kandidatka za županjo Ljubljane
- Lu Dedić (* 2002), hrvaška pevka
- Matija Dedić (1973–2025), hrvaški jazzovski pianist
- Nikola Dedić (* 1980), srbski filozof in umetnostni zgodovinar
- Rusmin Dedić, slovenski nogometaš (* 1982)
- Zlatko Dedić, slovensko-bosanski nogometaš (* 1984)